# Mesembriomys macrurus
Mesembriomys macrurus је врста глодара из породице мишева (Muridae).

## Распрострањење
Аустралија је једино познато природно станиште врсте.

## Станиште
Врста Mesembriomys macrurus има станиште на копну.

## Угроженост
Ова врста није угрожена, и наведена је као последња брига јер има широко распрострањење.

### Популациони тренд
Популациони тренд је за ову врсту непознат.